# Ryszard Jakubisiak
Ryszard Jakubisiak (ur. 24 stycznia 1948, zm. 26 maja 2023) – działacz społeczny, aktor, wieloletni vice-dyrektor Teatru Powszechnego w Warszawie. Współzałożyciel i kierownik teatru Parabuch, jednego z najstarszych i największych polskich teatrów niekomercyjnych. Jako aktor znany z roli Parysa w Kolejności uczuć Radosława Piwowarskiego.

## Życie i praca
Jakubisiak był współzałożycielem i kierownikiem teatru Parabuch w Warszawie, aktorem, pracownikiem Teatru Powszechnego w Warszawie, w tym wieloletnim zastępcą dyrektora tego teatru.

## Role aktorskie - filmy i seriale
- 1993 Tylko strach[10]
- 1993 Kolejność uczuć jako Parys[10]

## Teatr Parabuch
Niekomercyjny teatr Parabuch jest zespołem teatralnym istniejącym od 1984 roku. Początkowo związany był ze środowiskiem kolejarskim, do czego nawiązuje nazwa, zaczerpnięta z wiersza Juliana Tuwima "Lokomotywa". Z czasem zespół zyskał niezależność i funkcjonuje z wieloma sukcesami do dziś, skupiając miłośników teatru pragnących doskonalić sztukę aktorską. Logo teatru wykonał Edward Lutczyn. Do dzisiejszego dnia odbyły się 93 premiery sztuk.

### Historia
Teatr został założony w 1984 roku przez Ryszarda Jakubisiaka, Agnieszkę Kulińską i Andrzeja Puchała - kolegów z liceum, których łączyła pasja do teatru. Po ukończeniu szkoły postanowili kontynuować przygodę z aktorstwem i stworzyć własną grupę. Wkrótce z ogłoszenia dołączył Piotr Wawer, a następnie pozostali założyciele.

### Cele
Program artystyczny i estetyczny Parabucha najlepiej obrazują słowa reżysera teatru: "Bawić się w rozumny, zrozumiały dla wszystkich, zabawny teatr słowa." Słowo jest najważniejszym elementem spektakli grupy, które w ogromnej większości stanowią komedię. Estetyką teatr nawiązuje do nurtu elżbietańskiego, na pierwszym miejscu stoi słowo, dalej aktor w swoim wiernym kostiumie a na końcu scenografia, lekko tylko zaznaczona. Parabuch funkcjonuje w formule teatru objazdowego. Z gotowymi sztukami grupa bardzo wiele podróżuje i wystawia swoje spektakle wszędzie tam, gdzie tylko są ludzie chętni je oglądać.

### Siedziba
Siedziba teatru mieści się w LXXII Liceum Ogólnokształcącym im. gen. Jakuba Jasińskiego w Warszawie.

### Najnowsze nagrody i wyróżnienia
- 16 maja 2010 na 37 Rypińskiej Wiośnie Teatralnej Parabuch zdobył Grand Prix, Nagrodę za najlepszą reżyserię, Nagrodę dla najlepszej aktorki, Nagrodę dla najlepszego aktora, Drugą nagrodę za spektakl, Wyróżnienie za spektakl i jeszcze jedno Wyróżnienie za spektakl.
- 15 lutego 2007 na XXVIII Biesiadzie Teatralnej w Horyńcu Zdroju, Ryszard Jakubisiak otrzymał "Złotą Mise Borowiny" za reżyserię Samoobsługi.

### Najbardziej znani członkowie
Małgorzata Kamińska, Anna Winkler (Kępa), Robert Kołakowski, Tomasz Łysiak, Tomasz Michalski, Edyta Mika, Jarosław Ostrowski, Mateusz Talma, Paweł Wleklik, Anka Łękarska (Czabajska), Aleksander Pawlak, Katarzyna Jaworska, Jolanta Lewandowska, Agnieszka Dzwonkowska, Mariola Bukowy-Pawlak, Paweł Rusinowski, Wiktor Skowroński i Tomasz Sapryk.

### Inne osoby związane z teatrem Parabuch
Edward Lutczyn - autor loga teatru.

### Kontakt
Adres: LXXII Liceum Ogólnokształcące im. gen. Jakuba Jasińskiego; ul. Grochowska 346/348; 03-838 Warszawa